# Surena (século IV)
Surena foi general e nobre sassânida de origem parta do século IV, ativo no reinado do xá Sapor II (r. 309–379). Teve importante papel no combate dos invasores romanos ao Império Sassânida e nas negociações de paz que se seguem.

## Nome
Surena é a forma latina do parta, persa médio e siríaco Surém (Sūrēn), que derivou do iraniano antigo Suraina (*Sūr-aina-; de *sūra-, "forte, heroico"). Essas formas podem ter se originado da junção de *sūra- com a partícula sufixal -ēn. Foi registrado em bactrio como Soreno (Σορηνο), em grego como Surenas (Σουρήνᾱς; Sourénās) e em armênio como Surém (Սուրեն, Surēn). Nos Períodos Arsácida e Sassânida, em geral tratava-se de um sobrenome de uma das grandes famílias de origem parta que governavam o planalto Iraniano.

## Vida

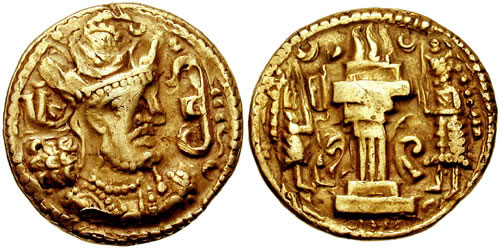
Dinar de r.

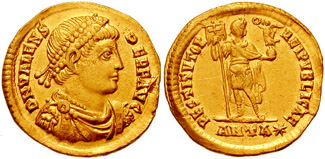
Soldo de Valente r.

Surena era membro da Casa de Surena, um dos 7 clãs partas do Império Sassânida. Aparece pela primeira vez em 24 de abril de 363, quando emboscou uma força de patrulha liderada por Hormisda, um dos generais do imperador Juliano, o Apóstata (r. 361–363).  1 dia após a queda de Perisapora (29 de abril) aos romanos, emboscou 3 esquadrões de cavalaria, matou alguns deles, incluindo um dos tribunos, e capturou um estandarte. Em ca. 10 de maio, quando os romanos se preparavam para cercar Maiozamalca, atacou-os, mas foi pego de surpresa pelas coortes inimigas e teve que se retirar.
Em 29 de maio, durante o Cerco de Ctesifonte, Pigranes, Narseu e Surena foram derrotados pelos romanos e se retiraram ao interior das muralhas da cidade. Após a morte de Juliano em 23 de junho, Surena, que à época estava na Persarmênia, foi enviado com outros magistrado de nome desconhecido por Sapor para negociar a paz com os romanos. Ao chegarem no acampamento romano, foram recebidos pelo recém-elevado Joviano (r. 363–364) que nomeou Arinteu como responsável pela conclusão de acordo de paz.
Na primavera de 378, foi enviado a negociar com o imperador Valente (r. 364–378) a questão da Armênia e Ibéria no Cáucaso, que estavam sob disputa entre o Império Romano e Império Sassânida. Quando as negociações falharam, Sapor ordena que Surena vá à Armênia e a conquiste. Segundo Fausto, o Bizantino, os armênios receberam Surena após a rainha-mãe Zarmanducte e Manuel Mamicônio, o regente de Ársaces III e Vologases III, enviarem presentes a Sapor numa tentativa de aproximar-se da Pérsia. Surena chega ao país na condição de marzobã com 10 mil homens. Confrontou Manuel quando este rebelou-se contra os persas, mas foi derrotado e seu exército destruído. Apesar disso, Manuel permitiu que fugisse.